# Shalivájana
Según textos hinduistas, Gaútami-Putra Shata-Karni (circa 78–102 d. C.) fue el rey 23.º del imperio Satavájana, en el Decán (el sur de la India). Se considera que es el mítico rey Shali Vájana mencionado en el Matsia-purana (del siglo III d. C. aproximadamente).

## Etimología
- gautamī-putra-śātakarṇi, en el sistema AITS (alfabeto internacional para la transliteración del sánscrito).
- शातमी-पुत्र-सातकर्णि; en escritura devanagari (del idioma maratí).
- గౌతమిపుత్ర శాతకర్ణి, en idioma télugu
- Pronunciación: /gaútami pútra yáta kárni/ o /gaútami pútra shatá kárni/
- Etimología: 
  - gaútami: ‘la descendiente del sabio Gótama’
  - putra: ‘hijo’
  - shatá-karni: ‘orejas afiladas’ u ‘orejas delgadas’
  - shata-karni: ‘orejas caídas’ u ‘orejas alargadas’ (que era símbolo de buen nacimiento auspicioso)

- śāli-vāhana, en el sistema AITS (alfabeto internacional para la transliteración del sánscrito).
- शालिवाहन, en escritura devanagari (del idioma sánscrito).
- Pronunciación: /yalivájana/ o /sháli vájana/.[1]
- Etimología:
  - Shali-Vájana (‘que usa a Shali como vehículo’), llamado así porque venció a un iaksá (ser mitológico) llamado Śāli (‘arroz’), y después viajó montado sobre él.
  - Shali-Vájana (‘cargado por un árbol shala’) porque nació sobre una cruz hecha de madera del árbol śalī o śāla.[2]

## Datos biográficos
Era enemigo (o nieto) del rey Vikrama Aditia[cita requerida].
Instituyó la era que ahora se llama era Śaka (otro nombre de Shali Vajana).
A veces se identifica a su tribu con los tártaros o los indoescitas (en latín saca o saka), una de las tribus que vivían en el norte de la India antes de la llegada de los arios, y que fueron expulsados por el rey Vikrama Āditia; los sakas parecen haber sido dominantes en el noroeste de la India entre el siglo I a. C. y el II d. C..
Su capital era Pratisthana, sobre el río Godávari.
Hay otra Pratishthana, que era la capital de los antiguos reyes de la dinastía lunar. Se encontraba en la confluencia del río Ganges y el río Iamuná (en la ribera izquierda del Ganges, opuesto a la actual ciudad de Prayagraj). Según el Majábharata, el Jari-vilasa y el Katha-sarit-sagara, citados en el Sanskrit-English Dictionary del británico Monier Monier-Williams (1819-1899).
Salivahana derrotó a los sakas y estableció su reino aproximadamente en el 78